# Microctenochira bonvouloiri
Microctenochira bonvouloiri  (лат.) — вид жуков щитоносок (Cassidini) из семейства листоедов. Северная и Центральная Америка: Белиз, Коста-Рика, Гватемала, Мексика, США (Техас).
Форма тела уплощённая. Растительноядный вид, питается растениями семейства вьюнковые (Convolvulaceae: Merremia dissecta, Ipomoea wolcottiana).